# Bernhard (Sachsen-Jena)

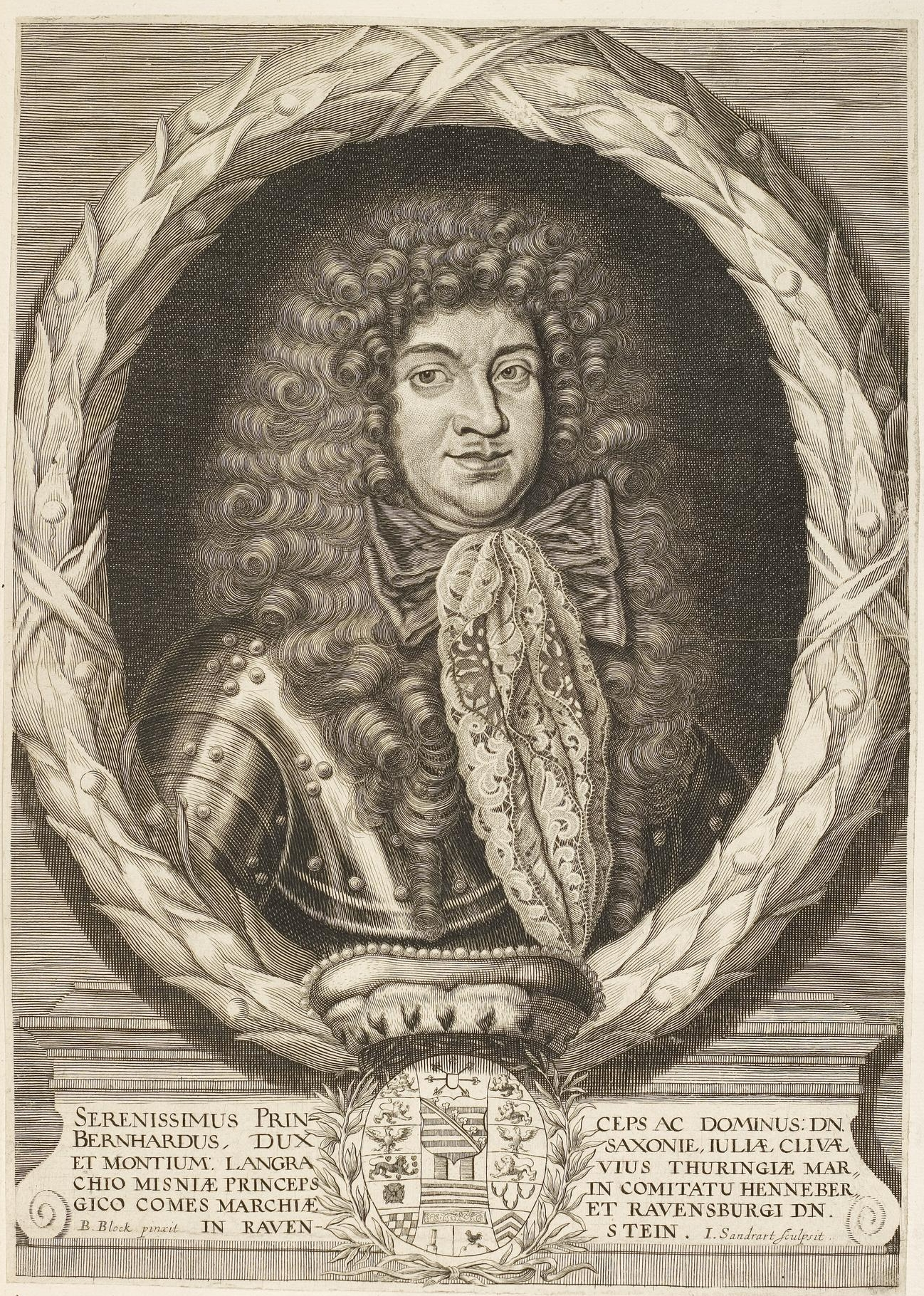
Bernhard von Sachsen-Jena

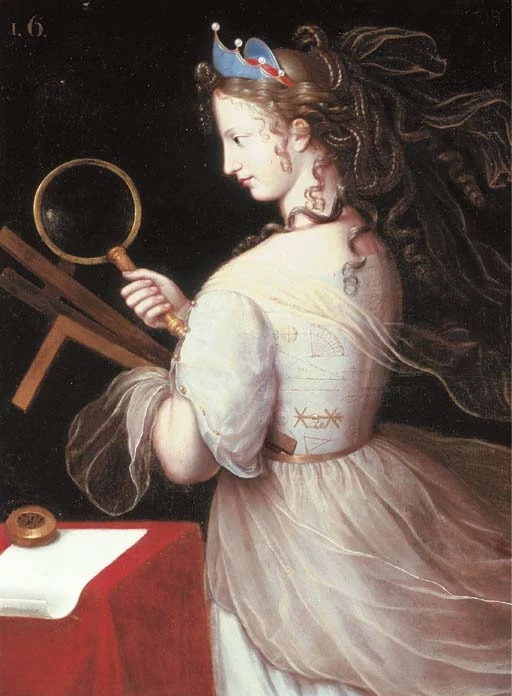
Marie Charlotte de La Trémoille

Bernhard von Sachsen-Jena (* 21. Februar 1638 in Weimar; † 3. Mai 1678 in Jena) war der erste Herzog des unabhängigen Herzogtums Sachsen-Jena.

## Leben
Bernhard war der Sohn von Herzog Wilhelm von Sachsen-Weimar und Eleonore Dorothea, einer Prinzessin von Anhalt, und wurde als siebtes von insgesamt neun Kindern in Weimar geboren.
Er besuchte vom Februar 1654 bis November 1657 die Universität Jena. Anschließend zog der Prinz erstmals nach Frankreich, wo er nach den Plänen seines Vaters am französischen Hof einheiraten sollte, um die Beziehungen der Ernestiner zum Sonnenkönig Ludwig XIV. zu stärken. Der französische König ließ den jungen Prinzen jedoch dessen Bedeutungslosigkeit spüren, indem er ihn anderthalb Jahre auf eine Audienz warten ließ.
Die Aufenthalte in Frankreich führten 1662 schließlich zu seiner Eheschließung mit Marie Charlotte (1630–1682), Tochter des Henri de La Trémoille, duc de Thouars. Bernhard und seine prunkliebende Gemahlin bezogen das vom Herzog errichtete Residenzschloss in Jena (das 1905 abgerissen wurde), holten die Weimarer Hofkapelle dorthin und privilegierten die erste Zeitung in Thüringen.
Unter dem Gesellschaftsnamen Der Nachfolgende wurde er als Mitglied in die literarische Fruchtbringende Gesellschaft aufgenommen.
1672 teilte er mit seinen beiden Brüdern das väterliche Erbe, Sachsen-Jena wurde als eigenständiges Herzogtum von Sachsen-Weimar abgetrennt und an Bernhard übergeben.
1673 schloss er mit Maria Elisabeth von Kospoth aus Gewissensgründen, aber auch auf Drängen der Familie von Kospoth, eine heimliche (Zweit-)Ehe, um das Liebesverhältnis zu legitimieren. Zuvor hatte er versucht, seine Ehe mit Marie Charlotte scheiden zu lassen, war aber auf den Widerstand der Theologen und Juristen der Jenaer Universität gestoßen. Die Trauung im Schloss Kapellendorf leitete der Konsistorialrat und frühere Jesuit Andreas Wigand; Trauzeugen waren der Kanzler und Konsistorialpräsident Johannes Strauch und der Amtsschösser Christian Hillgund. Maria Elisabeth erhielt 1676 vom Kaiser den Titel Gräfin von Allstädt.
Bernhard starb am 3. Mai 1678 nach einem heftigen Fieber, nachdem er ein Testament aufgesetzt hatte. Sein Leichnam wurde am 20. Juni 1678 in einem Zinnsarg in dem von ihm unter der Stadtkirche Jena angelegten Grab bestattet.
Marie Charlotte folgte ihm am 24. August 1682.

## Nachkommen
Die Ehe des Herzogs blieb wohl von Glücklosigkeit, nicht aber von Kinderlosigkeit gezeichnet.
Aus seiner Ehe hatte Bernhard folgende Kinder:
- Wilhelm (1664–1666)
- Bernhard (1667–1668)
- Charlotte Marie (1669–1703)

⚭ 1683 Herzog Wilhelm Ernst von Sachsen-Weimar (1662–1728)
- Johann Wilhelm (1675–1690), Herzog von Sachsen-Jena

Zusätzlich hatte Bernhard eine außerehelich geborene Tochter mit Marie Elisabeth von Kospoth:
- Emilie Eleonore (1674–1709), „Gräfin von Allstädt“ 1676

⚭ 1692 Otto Wilhelm von Tümpling (* 1660; † 28. Juni 1730)